# إلين براون
إلين براون (بالإنجليزية: Elaine Brown)‏ هي كاتِبة ومغنية أمريكية، ولدت في 2 مارس 1943 في فيلادلفيا في الولايات المتحدة.

## وصلات خارجية
- إلين براون على موقع IMDb (الإنجليزية)
- إلين براون على موقع ميوزك برينز (الإنجليزية)
- إلين براون على موقع أول ميوزيك (الإنجليزية)
- إلين براون على موقع ديسكوغز (الإنجليزية)
- إلين براون على موقع قاعدة بيانات الفيلم (الإنجليزية)